# Skra Częstochowa
Skra Częstochowa – polski klub piłkarski (dawniej wielosekcyjny) z siedzibą w Częstochowie, utworzony w 1926 r.

## Historia
Historia klubu sięga 1925 roku, gdy doszło do rozmów o fuzji pomiędzy kilkoma amatorskimi drużynami piłkarskimi z częstochowskiego Ostatniego Grosza, co zaowocowało założeniem RKS (Robotniczego Klubu Sportowego) Skra Częstochowa w 1926 roku. Zespół utworzono przy komitetach Polskiej Partii Socjalistycznej oraz Towarzystwa Uniwersytetów Robotniczych, a w jego skład weszli zawodnicy klubów Virginia i Olszynka. Twórcami klubu byli Edmund Suda, Władysław Borucki i Franciszek Witkowski, a pierwszym prezesem wiceprezydent miasta Józef Dziuba, którego wsparcie pomogło przezwyciężyć opór starostwa częstochowskiego. Pierwszymi barwami klubu były kolory czerwony i czarny. W pierwszych latach istnienia klub odnosił liczne sukcesy, awansując z klasy C, przez klasę B do częstochowsko-zagłębiowskiej klasy A, reprezentującej wysoki poziom rozgrywek. Od 1930 roku zespół piłki nożnej należał do czołowych drużyn w rozgrywkach klasy A podokręgu częstochowskiego. W 1936 roku piłkarz „Skry” Stanisław Kołodziejczyk wszedł do kadry olimpijskiej zgrupowanej przed Igrzyskami w Berlinie. 6 września 1936 roku z okazji 10-lecia klubu rozegrano towarzyski mecz z drużyną Skry Warszawa, przegrany 2:4 (0:1). Obok piłki nożnej w latach 30. XX wieku RKS prowadził sekcję piłki siatkowej i kolarstwa. Prezesami byli: Józef Dziuba, Leon Goldman, Mieczysław Brzozowicz, Bolesław Jaszczurski. Klub działał do wybuchu II wojny światowej.
W czasie działań wojennych zginął zawodnik Antas, 13 sierpnia 1940 roku Niemcy rozstrzelali pod wsią Apolonka bramkarza Mariana Niemeczka i prawoskrzydłowego Zdzisława Biernackiego oraz juniorów Stefana Budzikura i Mariana Balta. W obozie koncentracyjnym Auschwitz zginęli Władysław Pikuła, trener Marian Pikuła i bramkarz Franciszek Jambor.

Afisz meczu Skry z Polonią Bytom w Mistrzostwach Polski w piłce nożnej w 1947 roku

W latach 1945–1960 Skra odnosiła bardzo dobre rezultaty kolejno w lidze okręgowej, III lidze łódzkiej i zagłębiowskiej i mistrzostwach Polski, awansując do II ligi. W 1946 roku Skra została mistrzem okręgu częstochowskiego, przez co awansowała do rozgrywek mistrzostw Polski granych systemem pucharowym. W 1/8 finału drużyna przegrała w Częstochowie z drużyną Tęczy Kielce 3:5. W sezonie 1947 roku Skra nadal występowała w rozgrywkach centralnych w walce o tytuł Mistrza Polski oraz kwalifikację do Ligi w sezonie 1948. Zespół zajął 7 miejsce w grupie, nie awansując do Ligi.
W latach 1950–1954 klub występował jako Ogniwo Częstochowa. Był to wówczas branżowy klub rzemieślników. W grudniu 1954 roku klub zmienił nazwę na Sparta Częstochowa, a w marcu 1955 powrócił do nazwy Skra. W latach 1953–1966 Skra występowała w rozgrywkach o mistrzostwo III ligi.
3 lutego 1974 roku doszło do fuzji Skry i Barbary i do 17 grudnia 1978 roku funkcjonował Międzyzakładowy Robotniczy Klub Sportowy Skra-Barbara Częstochowa. Patronami klubu był wówczas Zakład Energetyczny oraz Częstochowska Fabryka Urządzeń Mechanicznych. W latach 1978–1983 klub sponsorowała firma Komobex..
Do 1994 roku klub brał udział w rozgrywkach III i IV ligi. W czerwcu 2001 roku drużyna seniorów została ponownie zgłoszona do rozgrywek. 25 marca 2010 roku założono spółkę Akcyjną Klub Sportowy Skra Częstochowa. W sezonie 2010/2011 drużyna wygrała Puchar Polski w podokręgu Częstochowa. 3 sierpnia 2011 doszło do fuzji Skry Częstochowa z LKS Orzeł Psary Babienica. Na mocy zawartego porozumienia Skrze przekazano sekcję piłki nożnej Orła składającą się z dwóch drużyn seniorskich i dwóch drużyn młodzieżowych. Ponadto zajęła ona miejsce Orła w III lidze. W następnym sezonie 2011/2012 zespół Orła Babienica wystąpił w rozgrywkach lublinieckiej A klasy.
W sezonie 2013/14 drużyna rezerw Skry wywalczyła Puchar Polski na szczeblu województwa śląskiego. Zespół doszedł do 1/32 finału Pucharu Polski, gdzie odpadł po przegranym meczu 0:2 z Olimpią Grudziądz. Od sezonu 2014/2015 trenerem klubu został Piotr Mrozek, który zastąpił Jana Wosia. W sezonie 2015/16 stanowisko trenera przypadło Jakubowi Dziółce, który sprawował stanowisko drugiego trenera przy Piotrze Mrozku.
W sezonie 2017/2018 klub awansował do II ligi, po raz pierwszy od 67 lat wchodząc do rozgrywek na szczeblu ogólnokrajowym. W lipcu 2018 roku podpisano z Rakowem Częstochowa umowę o współpracy m.in. w zakresie rozwoju zawodników i budowy nowego stadionu piłkarskiego w Częstochowie. W tym sezonie drużyna wygrała Puchar Polski na szczeblu podokręgu Częstochowa.
W ostatniej kolejce sezonu 2020/2021 drużyna zremisowała na wyjeździe 4:4 z Garbarnią Kraków, przez co zajęła 6. miejsce w II lidze zapewniające udział w barażach o awans do I ligi. W półfinałowym meczu barażowym Skra w Chojnicach wygrała 1:0 z Chojniczanką Chojnice, zapewniając sobie udział w meczu finałowym. 19 czerwca 2021 roku na stadionie miejskim w Kaliszu Skra wygrała 3:0 z KKS 1925 Kalisz, po 69 latach awansując na drugi poziom rozgrywek piłkarskich. Zawodnik klubu Kamil Wojtyra został królem strzelców II ligi, zdobywając w sezonie 24 gole.
W sezonie 2021/2022 Skra odpadła w 1/32 finału Pucharu Polski przegrywając 0:3 z Lechem Poznań. Formalnym gospodarzem spotkania była Skra, jednak mecz odbył się na Stadionie w Poznaniu. Mecz nie mógł odbyć się na stadionie przy ul. Loretańskiej, ponieważ nie spełniał on wymogów I ligi, w której występowała Skra, co jednocześnie wykluczyło możliwość rozegrania na nim meczu pucharowego. 
W 2023 roku drużyna spadła do II ligi.
W 2025 roku drużyna spadła do III ligi po zajęciu 17 miejsca.

### Drużyna żeńska
W przerwie zimowej sezonu 2018/2019 Skra przejęła od Stradomia Częstochowa żeńską sekcję piłkarską. Drużyna awansowała w tym sezonie do II ligi. 16 maja 2021 roku wygrywając 4:1 z Bielawianką Bielawa Skra Ladies pod kierownictwem Marty Miki zapewniła sobie awans do I ligi. 
25 maja 2024 roku drużyna zapewniła sobie awans do Ekstraligi, zajmując drugie miejsce w tabeli I ligi. 1 lipca 2024 r. sekcja żeńska zmieniła właściciela, na skutek czego powstał odrębny klub FC Skra Ladies Częstochowa. Z powodu problemów finansowych drużyna została wycofana z rozgrywek Ekstraligi przed rozpoczęciem rundy wiosennej.

### Zawodnicy
W kadrach narodowych występowali wychowankowie i byli zawodnicy klubu Jerzy Orłowski, Romuald Chojnacki i Titas Milašius. Zawodnikami klubu byli Celestyn Dzięciołowski oraz Zdzisław Łyszczarz, na przełomie lat 40 i 50 XX w. występujący w barwach warszawskiej Legii. Kluczowymi zawodnikami w latach 40. XX w. byli Eugeniusz Seifried i Czesław Langier. W sekcji bokserskiej klubu trenował żużlowiec Bronisław Idzikowski. Zawodnicy sekcji szachów zdobyli srebrny medal na drużynowych mistrzostwach Polski w 1983 roku, złoty medal na drużynowych mistrzostwach Polski w szachach błyskawicznych w 1982 roku oraz dwa brązowe medale na drużynowych mistrzostwach Polski w szachach błyskawicznych w latach 1983 i 1984.

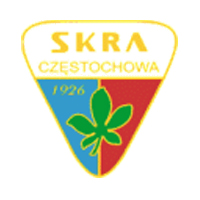
Herb klubu przed 2011 rokiem

### Stadion
Przed II wojną światową Skra rozgrywała mecze na "I Miejskim Boisku" na Zawodziu, położonym między ulicami Strażacką i Olsztyńską oraz na Stadionie Miejskim im. Marszałka Józefa Piłsudskiego. Od pierwszych lat powojennych klub został głównym użytkownikiem stadionu przy ul. Pułaskiego. W 1973 roku decyzją Prezydium Miejskiej Rady Narodowej obiekt został przekazany klubowi w użytkowanie wieczyste. Na początku lat 80. XX wieku Wojewódzkie Przedsiębiorstwo Turystyczne „Jura” otrzymało na mocy decyzji Rady Narodowej trzy pokoje w budynku Skry. Kiedy na początku lat 90. XX wieku „Jura” popadła w długi, likwidator wystawił cały obiekt na sprzedaż. Nieruchomość została nabyta przez spółkę Educator, a ta przekazała ją Wyższej Szkole Języków Obcych i Ekonomii (obecnie Akademia Polonijna). Stadion użytkowany był do roku 1991, ostatni mecz piłki nożnej odbył się na nim 14 lipca 1995 roku. W jego miejscu powstały następnie budynki ww. uczelni. W 2001 roku Naczelny Sąd Administracyjny stwierdził, że wydziedziczenie klubu Skra było bezprawne, a w roku 2016 Sąd Okręgowy w Katowicach zasądził na rzecz Skry odszkodowanie od Skarbu Państwa. Skra grała na boisku Politechniki Częstochowskiej i przy ul. Olsztyńskiej, a następnie na dawnym stadionie KS Barbara przy ul. Loretańskiej. W 2011 roku na obiekcie oddano do użytku boisko ze sztuczną murawą, nowe trybuny i oświetlenie. Stadion nie spełniał wymogów licencyjnych I ligi, m.in. w zakresie podgrzewanej murawy, ilości miejsc na trybunach i mocy oświetlenia. Z tego powodu w sezonie 2021/2022 drużyna Skry rozgrywała swoje mecze domowe na stadionach przeciwników, a od 7 kwietnia 2022 roku do 8 kwietnia 2023 roku na stadionie zastępczym GIEKSA Arena w Bełchatowie. 

## Tabele wyników

### Drużyna mężczyzn
| Sezon | Poziom             | Rozgrywki                                           | Rozgrywki                                           | Miejsce | Mecze | Punkty | Zwycięstwa | Remisy | Porażki | Bilans bramkowy | Uwagi                                                      | Puchar Polski (rozgrywki centralne) |
| --- | ------------------ | --------------------------------------------------- | --------------------------------------------------- | ------- | ----- | ------ | ---------- | ------ | ------- | --------------- | ---------------------------------------------------------- | ----------------------------------- |
| 1926 | IV                 | Klasa C Częstochowa                                 | Klasa C Częstochowa                                 | 1       |       |        |            |        |         |                 | awans                                                      | –                                   |
| 1927 | II                 | Klasa A Częstochowa                                 | Klasa A Częstochowa                                 | 4       | 6     |        |            |        |         |                 |                                                            | turniej nie odbył się               |
| 1928 | III                | Klasa B Częstochowa                                 | Klasa B Częstochowa                                 | 2       | 14    | 26     | 13         | 1      | 0       | 54-20           | przegrany baraż z Victorią Częstochowa                     | turniej nie odbył się               |
| 1929 | III                | Klasa B Częstochowa                                 | Klasa B Częstochowa                                 | 1       |       |        |            |        |         |                 | awans do klasy A                                           | turniej nie odbył się               |
| 1930 | II                 | Klasa A Częstochowa                                 | Klasa A Częstochowa                                 | 3       | 10    | 10     |            |        |         |                 |                                                            | turniej nie odbył się               |
| 1931 | II                 | Klasa A Częstochowa                                 | Klasa A Częstochowa                                 | 5       |       |        |            |        |         |                 |                                                            | turniej nie odbył się               |
| 1932 | II                 | Klasa A Częstochowa                                 | Klasa A Częstochowa                                 | 2       | 12    | 16     |            |        |         | 25-19           |                                                            | turniej nie odbył się               |
| 1933 | II                 | Klasa A Częstochowa                                 | Klasa A Częstochowa                                 | 6       | 10    | 7      |            |        |         | 11-25           |                                                            | turniej nie odbył się               |
| 1933/1934 | III                | Klasa A Częstochowa                                 | Klasa A Częstochowa                                 | 4       | 11    | 10     |            |        |         | 21-28           |                                                            | turniej nie odbył się               |
| 1934/1935 | III                | Klasa A Częstochowa                                 | Klasa A Częstochowa                                 | 3       |       | 11?    |            |        |         |                 |                                                            | turniej nie odbył się               |
| 1935/1936 | III                | Klasa A Częstochowa                                 | Klasa A Częstochowa                                 | 2       | 12    | 18     |            |        |         | 31-12           |                                                            | turniej nie odbył się               |
| 1936/1937 | III                | Klasa A Częstochowa                                 | Klasa A Częstochowa                                 | 3       | 13    | 15     |            |        |         |                 | awans do Ligi Okręgowej                                    | turniej nie odbył się               |
| 1937/1938 | II                 | Liga Okręgowa Zagłębie                              | Liga Okręgowa Zagłębie                              | 8       | 18    | 11     |            |        |         | 34-44           |                                                            | turniej nie odbył się               |
| 1938/1939 | II                 | Liga Okręgowa Zagłębie                              | Liga Okręgowa Zagłębie                              | 9       | 18    | 7      |            |        |         |                 |                                                            | turniej nie odbył się               |
| 1945 |                    | Mistrzostwo OZPN Częstochowa                        | Gr. I                                               | 1       | 10    | 18     |            |        |         | 59-20           | awans do Klasy A                                           | turniej nie odbył się               |
| 1945 | Rozgrywki finałowe | Mistrzostwo OZPN Częstochowa                        | 1                                                   |         |       |        |            |        |         |                 | awans do Klasy A                                           | turniej nie odbył się               |
| 1946 | II                 | Liga Okręgowa Częstochowa                           | Liga Okręgowa Częstochowa                           | 1       |       |        |            |        |         |                 |                                                            | turniej nie odbył się               |
| 1946 | I                  | Mistrzostwa Polski                                  | 1/8 finału                                          |         |       |        |            |        |         |                 |                                                            | turniej nie odbył się               |
| 1947 | I                  | Mistrzostwa Polski                                  | Gr I                                                | 7       | 16    | 12     | 6          | 0      | 10      | 36-63           | spadek do Klasy A                                          | turniej nie odbył się               |
| 1948 | II                 | Klasa A Częstochowa                                 | Klasa A Częstochowa                                 | 1       |       |        |            |        |         |                 | awans do II ligi                                           | turniej nie odbył się               |
| 1948 | II                 | Elimin. do I Ligi                                   | Gr. I                                               | 1       | 6     | 10     | 5          | 0      | 1       | 19-8            | awans do II ligi                                           | turniej nie odbył się               |
| 1948 | II                 | Elimin. do I Ligi                                   | Gr. Finałowa                                        | 4       | 8     | 8      | 4          | 0      | 4       | 14-19           | awans do II ligi                                           | turniej nie odbył się               |
| 1949 | II                 | II liga, grupa południowa                           | II liga, grupa południowa                           | 4       | 18    | 17     | 7          | 3      | 8       | 33-37           |                                                            | turniej nie odbył się               |
| 1950 | II                 | II liga, grupa wschodnia                            | II liga, grupa wschodnia                            | 5       | 18    | 15     | 6          | 3      | 9       | 27-33           | jako Ogniwo Częstochowa                                    | turniej nie odbył się               |
| 1951 | II                 | II liga, grupa C                                    | II liga, grupa C                                    | 7       | 14    | 7      | 3          | 1      | 10      | 21-36           | jako Ogniwo Częstochowa                                    | I runda                             |
| 1952 | II                 | II liga, grupa D                                    | II liga, grupa D                                    | 10      | 18    | 11     | 4          | 3      | 11      | 22-36           | jako Ogniwo Częstochowa, spadek do III ligi                | III runda                           |
| 1953 | III                | III liga, grupa VIII (Łódź)                         | III liga, grupa VIII (Łódź)                         | 2       | 22    | 26     |            |        |         | 43-30           | jako Ogniwo Częstochowa                                    | –                                   |
| 1954 | III                | III liga, grupa VIII (Łódź)                         | III liga, grupa VIII (Łódź)                         | 2       | 18    | 24     |            |        |         | 45-24           | jako Ogniwo Częstochowa                                    | –                                   |
| 1955 | III                | III liga, grupa VIII (Łódź)                         | III liga, grupa VIII (Łódź)                         | 6       | 22    | 23     |            |        |         | 41-31           | jako Sparta-Skra                                           | –                                   |
| 1956 | III                | III liga, grupa Ia (Katowice)                       | III liga, grupa Ia (Katowice)                       | 7       | 18    | 16     |            |        |         | 28-27           |                                                            | –                                   |
| 1957 | III                | III liga (Zagłębie)                                 | III liga (Zagłębie)                                 | 6       | 18    | 18     | 7          | 4      | 7       | 40-29           |                                                            | –                                   |
| 1958 | III                | III liga (Zagłębie)                                 | III liga (Zagłębie)                                 | 2       | 18    | 26     |            |        |         | 42-24           |                                                            | –                                   |
| 1959 | III                | III liga (Zagłębie)                                 | III liga (Zagłębie)                                 | 1       | 20    | 30     |            |        |         | 45-15           |                                                            | –                                   |
| 1959 | III                | Elimin. do II Ligi                                  | Gr. III                                             | 3       | 6     | 5      | 2          | 1      | 3       | 10-9            |                                                            | –                                   |
| 1960 | III                | III liga (Zagłębie)                                 | III liga (Zagłębie)                                 | 1       | 18    | 29     |            |        |         | 36-13           |                                                            | –                                   |
| 1960 | III                | Elimin. do II Ligi                                  | Gr. V                                               | 3       | 4     | 3      | 1          | 1      | 2       | 2-7             |                                                            | –                                   |
| 1960/1961 | III                | III liga (Zagłębie)                                 | III liga (Zagłębie)                                 | 11      | 22    | 17     | 7          | 5      | 10      | 31-39           |                                                            | –                                   |
| 1961/1962 | III                | III liga (Zagłębie)                                 | III liga (Zagłębie)                                 | 9       | 22    | 19     | 5          | 9      | 8       | 25-32           |                                                            | –                                   |
| 1962/1963 | III                | III liga (Zagłębie)                                 | III liga (Zagłębie)                                 | 4       | 22    | 23     |            |        |         | 28-30           |                                                            | –                                   |
| 1963/1964 | III                | III liga śląska, grupa III                          | III liga śląska, grupa III                          | 4       | 22    | 25     | 10         | 5      | 7       | 40-34           |                                                            | –                                   |
| 1964/1965 | III                | III liga śląska, grupa III                          | III liga śląska, grupa III                          | 10      | 26    | 25     | 11         | 3      | 12      | 59-59           |                                                            | –                                   |
| 1965/1966 | III                | Liga Okręgowa Katowice, grupa III                   | Liga Okręgowa Katowice, grupa III                   | 13      | 24    |        |            |        |         | 25-89           | spadek                                                     | –                                   |
| 1966/1967 | V                  | Klasa A (Częstochowa)                               | Klasa A (Częstochowa)                               |         |       |        |            |        |         |                 |                                                            | –                                   |
| 1967/1968 | V                  | Klasa A (Częstochowa)                               | Klasa A (Częstochowa)                               | 2       | 26    | 38     |            |        |         | 61-29           |                                                            | –                                   |
| 1968/1969 | V                  | Klasa A (Częstochowa)                               | Klasa A (Częstochowa)                               | 4       | 30    | 40     |            |        |         | 78-39           |                                                            | –                                   |
| 1969/1970 | V                  | Klasa A (Częstochowa)                               | Klasa A (Częstochowa)                               | 7       | 24    | 26     |            |        |         | 58-44           |                                                            | –                                   |
| 1970/1971 | V                  |                                                     |                                                     |         |       |        |            |        |         |                 |                                                            | –                                   |
| 1971/1972 | V                  | Klasa A (Częstochowa)                               | Klasa A (Częstochowa)                               | 3       | 22    | 26     |            |        |         | 42-26           |                                                            | –                                   |
| 1972/1973 | V                  | Klasa A (Częstochowa)                               | Klasa A (Częstochowa)                               | 6       | 22    | 21     |            |        |         | 29-30           |                                                            | –                                   |
| 1973/1974 | V                  | Klasa A (Częstochowa)                               | Klasa A (Częstochowa)                               | 5       | 22    | 22     |            |        |         | 36-25           |                                                            | –                                   |
| 1974/1975 | V                  | Klasa A (Częstochowa)                               | Klasa A (Częstochowa)                               | 1       | 24    | 43     |            |        |         | 88-17           | pod nazwą MRKS Skra Barbara Częstochowa, awans             | –                                   |
| 1975/1976 | IV                 | Liga okręgowa                                       | Liga okręgowa                                       | 7       | 24    | 23     |            |        |         | 37-30           | pod nazwą MRKS Skra Barbara Częstochowa                    | –                                   |
| 1976/1977 | IV                 | Klasa wojewódzka                                    | Klasa wojewódzka                                    | 5       | 26    | 28     |            |        |         | 42-38           | pod nazwą MRKS Skra Barbara Częstochowa                    | –                                   |
| 1977/1978 | IV                 | Klasa wojewódzka                                    | Klasa wojewódzka                                    | 4       | 26    | 30     |            |        |         | 38-30           | pod nazwą MRKS Skra Barbara Częstochowa                    | –                                   |
| 1978/1979 | IV                 | Klasa wojewódzka                                    | Klasa wojewódzka                                    |         |       |        |            |        |         |                 | pod nazwą MRKS Skra Komobex Częstochowa                    | –                                   |
| 1979/1980 | IV                 | Klasa wojewódzka                                    | Klasa wojewódzka                                    | 2       |       |        |            |        |         |                 | pod nazwą MRKS Skra Komobex Częstochowa                    | –                                   |
| 1980/1981 | IV                 | Liga okręgowa                                       | Liga okręgowa                                       | 4       | 20    | 27     |            |        |         | 42-22           | pod nazwą MRKS Skra Komobex Częstochowa                    | II runda                            |
| 1981/1982 | IV                 | Liga okręgowa                                       | Liga okręgowa                                       | 3       | 22    | 34     |            |        |         | 56-29           | pod nazwą MRKS Skra Komobex Częstochowa                    | II runda                            |
| 1982/1983 | IV                 | Liga okręgowa                                       | Liga okręgowa                                       | 1       | 26    | 44     |            |        |         | 88-21           | pod nazwą MRKS Skra Komobex Częstochowa, awans             | –                                   |
| 1983/1984 | III                | III liga, grupa VI                                  | III liga, grupa VI                                  | 14      | 26    | 14     |            |        |         | 12-46           | spadek                                                     | –                                   |
| 1984/1985 | IV                 | Liga okręgowa                                       | Liga okręgowa                                       | 2       | 26    | 45     |            |        |         | 71-12           |                                                            | –                                   |
| 1985/1986 | IV                 | Liga okręgowa                                       | Liga okręgowa                                       | 1       | 30    | 54     |            |        |         | 101-18          | awans                                                      | –                                   |
| 1986/1987 | III                | III liga, grupa VI                                  | III liga, grupa VI                                  | 15      | 30    | 4      | 3          | 8      | 19      | 19-64           | spadek                                                     | –                                   |
| 1987/1988 | IV                 | Liga okręgowa                                       | Liga okręgowa                                       |         |       |        |            |        |         |                 |                                                            | –                                   |
| 1988/1989 |                    |                                                     |                                                     |         |       |        |            |        |         |                 |                                                            | –                                   |
| 1989/1990 | V                  | Klasa wojewódzka                                    | Klasa wojewódzka                                    | 1       | 30    | 55     |            |        |         | 123-19          | awans                                                      | –                                   |
| 1990/1991 | IV                 | IV liga śląska                                      | IV liga śląska                                      |         |       |        |            |        |         |                 |                                                            | –                                   |
| 1991/1992 | IV                 |                                                     |                                                     | 5       | 30    | 33     |            |        |         | 53-47           |                                                            | –                                   |
| 1992/1993 | IV                 | IV liga śląska                                      | IV liga śląska                                      | 10      | 26    | 22     |            |        |         | 37-46           |                                                            | –                                   |
| 1993/1994 | IV                 | IV liga śląska                                      | IV liga śląska                                      | 6       | 30    | 30     | 12         | 6      | 12      | 52-47           |                                                            | –                                   |
| 1994/1995 | IV                 | IV liga śląska                                      | IV liga śląska                                      | 16      | 30    | 17     |            |        |         | 24-73           | Skra wycofana po 3 meczach II rundy                        | –                                   |
| 1995/1996 | V                  | Liga wojewódzka (Częstochowa)                       | Liga wojewódzka (Częstochowa)                       | 6       | 30    | 43     | 12         | 7      | 11      | 64-47           |                                                            | –                                   |
| 1996/1997 | V                  | Liga wojewódzka (Częstochowa)                       | Liga wojewódzka (Częstochowa)                       | 4       | 30    | 54     |            |        |         | 70-50           |                                                            | –                                   |
| 1997/1998 | V                  | Liga wojewódzka (Częstochowa)                       | Liga wojewódzka (Częstochowa)                       | 16      | 30    | 24     |            |        |         | 48-103          | spadek                                                     | –                                   |
| 1998/1999 | VI                 | Klasa A, grupa: Częstochowa                         | Klasa A, grupa: Częstochowa                         | 12      | 34    | 41     | 12         | 5      | 17      | 73-84           |                                                            | –                                   |
| 1999/2000 | VI                 | Klasa A, grupa: Częstochowa                         | Klasa A, grupa: Częstochowa                         | 13      | 30    | 31     | 8          | 7      | 15      | 49-64           |                                                            | –                                   |
| 2000/2001 | VI                 | Klasa A, grupa: Częstochowa II                      | Klasa A, grupa: Częstochowa II                      | 14      | 28    | 23     | 6          | 5      | 17      | 37-66           |                                                            | –                                   |
| 2001/2002 | VI                 | Klasa A, grupa: Częstochowa I                       | Klasa A, grupa: Częstochowa I                       | 7       | 16    | 18     | 4          | 4      | 10      | 20-30           |                                                            | –                                   |
| 2002/2003 | VI                 | Klasa A, grupa: Częstochowa II                      | Klasa A, grupa: Częstochowa II                      | 3       | 22    | 44     | 14         | 2      | 6       | 58-33           |                                                            | –                                   |
| 2003/2004 | VI                 | Klasa A, grupa: Częstochowa II                      | Klasa A, grupa: Częstochowa II                      | 4       | 24    | 42     | 11         | 3      | 8       | 67-39           |                                                            | –                                   |
| 2004/2005 | VI                 | Klasa A, grupa: Częstochowa II                      | Klasa A, grupa: Częstochowa II                      | 5       | 26    | 42     | 13         | 3      | 10      | 65-40           |                                                            | –                                   |
| 2005/2006 | VI                 | Klasa A, grupa: Częstochowa II                      | Klasa A, grupa: Częstochowa II                      | 3       | 26    | 49     | 14         | 7      | 5       | 61-33           |                                                            | –                                   |
| 2006/2007 | VI                 | Klasa A, grupa: Częstochowa II                      | Klasa A, grupa: Częstochowa II                      | 3       | 26    | 56     | 18         | 2      | 6       | 73-23           |                                                            | –                                   |
| 2007/2008 | VI                 | Klasa A, grupa: Częstochowa II                      | Klasa A, grupa: Częstochowa II                      | 1       | 26    | 72     | 23         | 3      | 0       | 118-11          | awans do ligi okręgowej                                    | –                                   |
| 2008/2009 | VI                 | Liga okręgowa, grupa: Częstochowa                   | Liga okręgowa, grupa: Częstochowa                   | 1       | 34    | 91     | 29         | 4      | 1       | 101-23          | awans do IV ligi                                           | –                                   |
| 2009/2010 | V                  | IV liga, grupa: śląska I                            | IV liga, grupa: śląska I                            | 3       | 30    | 62     | 19         | 5      | 6       | 74-35           |                                                            | –                                   |
| 2010/2011 | V                  | IV liga, grupa: śląska I                            | IV liga, grupa: śląska I                            | 2       | 30    | 65     | 20         | 5      | 5       | 63-24           | połączenie z LKS Orzeł Psary Babienica – awans do III ligi | –                                   |
| 2011/2012 | IV                 | III liga, grupa: opolsko-śląska                     | III liga, grupa: opolsko-śląska                     | 2       | 30    | 56     | 17         | 5      | 8       | 47-27           |                                                            | –                                   |
| 2012/2013 | IV                 | III liga, grupa: opolsko-śląska                     | III liga, grupa: opolsko-śląska                     | 5       | 30    | 53     | 16         | 5      | 9       | 54-35           |                                                            | –                                   |
| 2013/2014 | IV                 | III liga, grupa: opolsko-śląska (północna)          | III liga, grupa: opolsko-śląska (północna)          | 1       | 22    | 54     | 16         | 6      | 0       | 51-13           | awans do gr. mistrzowskiej                                 | 1/32 finału (druga drużyna)         |
| 2013/2014 | IV                 | III liga, grupa: opolsko-śląska (grupa mistrzowska) | III liga, grupa: opolsko-śląska (grupa mistrzowska) | 2       | 30    | 63     | 18         | 9      | 3       | 63-24           |                                                            | 1/32 finału (druga drużyna)         |
| 2014/2015 | IV                 | III liga, grupa: opolsko-śląska                     | III liga, grupa: opolsko-śląska                     | 8       | 38    | 55     | 15         | 10     | 13      | 60-51           |                                                            | –                                   |
| 2015/2016 | IV                 | III liga, grupa: opolsko-śląska                     | III liga, grupa: opolsko-śląska                     | 5       | 30    | 51     | 14         | 9      | 7       | 30-30           |                                                            | –                                   |
| 2016/2017 | IV                 | III liga, grupa III                                 | III liga, grupa III                                 | 7       | 34    | 54     | 14         | 12     | 8       | 53-35           |                                                            | –                                   |
| 2017/2018 | IV                 | III liga, grupa III                                 | III liga, grupa III                                 | 1       | 34    | 66     | 18         | 12     | 4       | 59-28           | awans do II ligi                                           | –                                   |
| 2018/2019 | III                | II liga                                             | II liga                                             | 11      | 34    | 43     | 12         | 7      | 15      | 32-48           |                                                            | –                                   |
| 2019/2020 | III                | II liga                                             | II liga                                             | 14      | 34    | 47     | 13         | 8      | 13      | 37-44           |                                                            | runda wstępna                       |
| 2020/2021 | III                | II liga                                             | II liga                                             | 6       | 36    | 52     | 15         | 7      | 14      | 51-42           | wygrane baraże o awans do I ligi                           | runda wstępna                       |
| 2021/2022 | II                 | I liga                                              | I liga                                              | 13      | 34    | 38     | 8          | 14     | 12      | 28-41           |                                                            | 1/32 finału                         |
| 2022/2023 | II                 | I liga                                              | I liga                                              | 16      | 34    | 31     | 9          | 4      | 21      | 19-50           | spadek                                                     | I runda                             |
| 2023/2024 | III                | II liga                                             | II liga                                             | 15      | 34    | 40     | 10         | 10     | 14      | 40-43           | utrzymanie po wycofaniu Raduni Stężyca                     | I runda                             |
| 2024/2025 | III                | II liga                                             | II liga                                             | 17      | 34    | 23     | 9          | 4      | 21      | 32-60           | Klub ukarany odjęciem 8 punktów; spadek                    | runda wstępna                       |
| 2025/2026 | IV                 | III liga, grupa III                                 | III liga, grupa III                                 |         |       |        |            |        |         |                 |                                                            | runda wstępna                       |
| Źródło danych: Klub Sportowy Skra Częstochowa. 90minut.pl. [dostęp 2018-06-18]. (pol.)., WikiZagłębie.pl. [dostęp 2016-09-02]. (pol.)., Polska Liga Klubów. [dostęp 2016-09-02]. [zarchiwizowane z tego adresu (2016-05-20)]. (pol.). |                    |                                                     |                                                     |         |       |        |            |        |         |                 |                                                            |                                     |

### Drużyna kobiet
| Sezon     | Poziom | Rozgrywki                | Miejsce | Mecze | Punkty | Zwycięstwa | Remisy | Porażki | Bilans bramkowy | Uwagi                          | Puchar Polski (rozgrywki centralne) |
| --------- | ------ | ------------------------ | ------- | ----- | ------ | ---------- | ------ | ------- | --------------- | ------------------------------ | ----------------------------------- |
| 2018/2019 | IV     | III liga, grupa śląska   | 1       | 20    | 50     | 16         | 2      | 2       | 55-15           | awans                          | –                                   |
| 2019/2020 | III    | II liga, grupa III       | 3       | 11    | 22     | 7          | 1      | 3       | 33-14           |                                | 1/16 finału                         |
| 2020/2021 | III    | II liga, grupa zachodnia | 1       | 20    | 46     | 14         | 4      | 2       | 67-22           | awans                          | 1/16 finału                         |
| 2021/2022 | II     | I liga                   | 8       | 22    | 29     | 9          | 2      | 11      | 33-40           |                                | 1/8 finału                          |
| 2022/2023 | II     | I liga                   | 3       | 20    | 38     | 12         | 2      | 6       | 39-33           |                                | 1/16 finału                         |
| 2023/2024 | II     | I liga                   | 2       | 21    | 44     | 14         | 2      | 5       | 46-21           | awans                          | 1/16 finału                         |
| 2024/2025 | I      | Ekstraliga               | 12      | 11    | 3      | 1          | 0      | 10      | 5-42            | wycofanie przed rundą wiosenną | 1/8 finału                          |

## Sukcesy

Afisz meczu Skra Częstochowa – ČAFC Židenice, 29 lipca 1947 r.

### Drużynowe
Piłkarze
- 1/8 finału Mistrzostw Polski w 1946 r.[53]
- 7. miejsce w grupie I w Mistrzostwach Polski w 1947 r.[53]
- 4. miejsce w grupie II ligi w 1949 r.[54]
- 1/32 finału Pucharu Polski w sezonach 2013/2014 (drużyna rezerw) i 2021/2022

Piłkarki
- 2. miejsce w I lidze w sezonie 2023/2024
- 1/8 finału Pucharu Polski w sezonach 2021/2022 i 2024/2025

### Indywidualne
Plebiscyt PZP:
- Jedenastka II ligi
  - 2021 – Kamil Wojtyra
- Największe odkrycie II ligi
  - 2021 – Kamil Wojtyra

## Baza sportowa

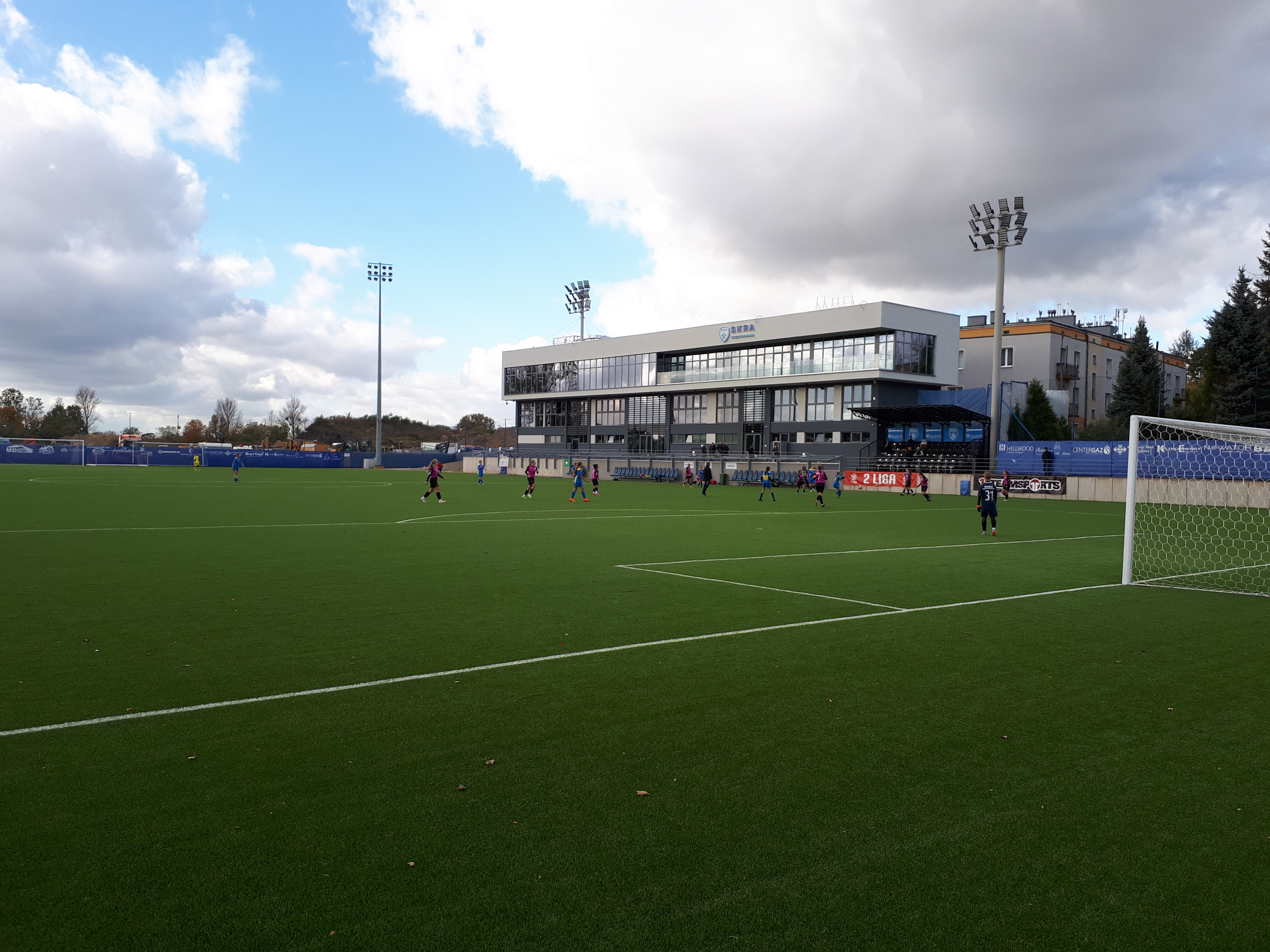
Stadion przy ul. Loretańskiej

Boisko główneMiejski Stadion Piłkarski Skra Częstochowa, 42-226 Częstochowa ul. Loretańska 20
- Długość: 105 metrów
- Szerokość: 68 metrów
- Oświetlenie: 8 masztów oświetleniowych (1400 luksów)
- Pojemność: 2500 miejsc (docelowo)
- Nawierzchnia: sztuczna

Boisko treningowe
42-200 Częstochowa ul. Powstańców 34
- Długość: 102 metry
- Szerokość: 66 metrów
- Oświetlenie: treningowe
- Pojemność: 500 miejsc (w tym 100 siedzących)

## Zarząd klubu[57]
- Prezes klubu: Artur Szymczyk

Herb klubu w latach 2011-2023

- Wiceprezes ds. organizacyjno-finansowych: Piotr Wierzbicki
- Wiceprezes ds. sportowych: Tomasz Musiał

## Sztab szkoleniowy
Skład sztabu szkoleniowego na 30.04.2025 r.:
- Pierwszy trener: Karol Pikoń
- Trener bramkarzy: Andrzej Bledzewski
- Trener motorykiː Bartosz Paluch
- Fizjoterapeutaː Radosław Maciąg
- Kierownik drużyny: Karolina Rzeszutek
- Kierownik logistykiː Aleksandra Kmieć

## Skład drużyny w 2024
Stan na 03.08.2024 r.
| Nr | Poz. | Piłkarz                                           |
| -- | ---- | ------------------------------------------------- |
| 1  | BR   | Bartosz Warszakowski                              |
| 4  | OB   | Konrad Magnuszewski (wypożyczony z Motoru Lublin) |
| 5  | PO   | Piotr Owczarek                                    |
| 6  | PO   | Jakub Stec (wypożyczony z Puszczy Niepołomice)    |
| 7  | PO   | Piotr Nocoń (kapitan)                             |
| 8  | PO   | Maciej Wróbel                                     |
| 9  | NA   | Kacper Noworyta                                   |
| 10 | PO   | Mateusz Kaczmarek                                 |
| 11 | PO   | Mateusz Winciersz                                 |
| 12 | BR   | Miłosz Garstkiewicz                               |
| 16 | PO   | Jakub Niedbała (wypożyczony z Piasta Gliwice)     |
| 17 | OB   | Alan Sukiennicki                                  |

| Nr | Poz. | Piłkarz                                                  |
| -- | ---- | -------------------------------------------------------- |
| 18 | OB   | Nikodem Leśniak-Paduch                                   |
| 20 | OB   | Oliwier Kucharczyk (wypożyczony z Rakowa II Częstochowa) |
| 20 | OB   | Maksymilian Stangret (wypożyczony z GKS Tychy)           |
| 23 | PO   | Igor Ławrynowicz                                         |
| 23 | BR   | Filip Kramarz                                            |
| 25 | PO   | Mieszko Lorenc                                           |
| 26 | PO   | Kamil Sobczak                                            |
| 27 | OB   | Hubert Sadowski                                          |
| 31 | NA   | Seweryn Cieślak                                          |
| 77 | PO   | Paweł Kołodziejczyk                                      |
| 99 | BR   | Bartosz Warszakowski                                     |

## Statystyki
Stan na 14 marca 2025

### Drużynowe
| Mecze na II poziomie \| Najwyższe zwycięstwo na własnym boisku: \| Najwyższe zwycięstwo na własnym boisku: \| \| --------------------------------------- \| --------------------------------------- \| \| 4:0 z Kolejarzem Przemyśl \| 1950 \| \| 6:2 z Górnikiem Bytom \| 1951 \| \| Najwyższe zwycięstwo na wyjeździe: \| \| \| 6:2 z KS Chełmek \| 1949 \| \| Najwyższa porażka na własnym boisku: \| \| \| 0:5 z Resovią Rzeszów[61] \| 2023 \| \| Najwyższa porażka na wyjeździe: \| \| \| 0:5 ze Stalą Lipiny \| 1951 \| \| 0:5 z GKS Tychy \| 2022 \| |      |
| Najwyższe zwycięstwo na własnym boisku: |      |
| 4:0 z Kolejarzem Przemyśl | 1950 |
| 6:2 z Górnikiem Bytom | 1951 |
| Najwyższe zwycięstwo na wyjeździe: |      |
| 6:2 z KS Chełmek | 1949 |
| Najwyższa porażka na własnym boisku: |      |
| 0:5 z Resovią Rzeszów | 2023 |
| Najwyższa porażka na wyjeździe: |      |
| 0:5 ze Stalą Lipiny | 1951 |
| 0:5 z GKS Tychy | 2022 |

Skra zajmuje 120. miejsce w tabeli wszech czasów I ligi mając następujący bilans:
| Bilans Skry w I lidze |       |            |        |         |          |          |        |
| Sezony                | Mecze | Zwycięstwa | Remisy | Porażki | Bramki + | Bramki – | Punkty |
| 6                     | 136   | 37         | 28     | 71      | 150      | 233      | 119    |

## Trenerzy
| Lp. | Imię i nazwisko                                     | Okres pracy | Okres pracy |
| --- | --------------------------------------------------- | ----------- | ----------- |
| 1.  | Jerzy Orłowski                                      | 1958        | 1959        |
| 2.  | Jerzy Orłowski                                      | 1961        |             |
| 3.  | Eugeniusz Seifried                                  | 1969        | 1970        |
| 4.  | Jerzy Orłowski                                      | 1974        | 1975        |
| 5.  | Jerzy Owczarek                                      |             |             |
| 6.  | Marian Łyszczarz Janusz Kazimierczak Edward Wojtala |             | 1979        |
| 7.  | Władysław Soporek                                   | 1979        |             |
| 8.  | Aleksander Brdąkała                                 | 2002        | 2003        |
| 9.  | Stanisław Szczęsny                                  | 2004        |             |
| 10. | Tomasz Musiał                                       | 2005        | 2010        |
| 11. | Marcin Gabor                                        | 2010        | 2010        |
| 12. | Daniel Wojtasz                                      | 2010        | 2011        |
| 13. | Piotr Bański                                        | 2011        | 2011        |
| 14. | Jan Woś                                             | 2011        | 2014        |
| 15. | Piotr Mrozek                                        | 2014        | 2015        |
| 16. | Jakub Dziółka                                       | 2015        | 2018        |
| 17. | Paweł Ściebura                                      | 2018        | 2020        |
| 18. | Jacek Rokosa                                        | 2020        | 2020        |
| 19. | Marek Gołębiewski                                   | 2020        | 2021        |
| 20. | Konrad Gerega                                       | 2021        | 2021        |
| 21. | Jakub Dziółka                                       | 2021        | 2023        |
| 22. | Konrad Gerega                                       | 2023        | 2024        |
| 23. | Dariusz Rolak                                       | 2024        | 2025        |
| 24. | Karol Pikoń                                         | 2025        | 2025        |
| 25. | Dariusz Klacza                                      | 2025        |             |

## Prezesi klubu
| Lp. | Imię i nazwisko       | Okres pracy | Okres pracy |
| --- | --------------------- | ----------- | ----------- |
| 1.  | Józef Dziuba          | 1926        |             |
| 2.  | Leon Goldman          |             |             |
| 3.  | Mieczysław Brzozowicz |             |             |
| 4.  | Bolesław Jaszczurski  |             |             |
| 5.  | Marian Federak        | 1945        |             |
| 6.  | Zygmunt Sobczyk       | 1961        |             |
| 7.  | Henryk Zymek          | 1969        | 1970        |
| 8.  | Stefan Elsner         | 1978        |             |
| 9.  | Mariusz Wieczorek     |             | 2006        |
| 10. | Artur Szymczyk        | 2006        | obecnie     |

## Sponsorzy klubu
| Lata      | Sponsor                |
| --------- | ---------------------- |
| 1978–1983 | Komobex                |
| 2005–2007 | Michaś                 |
| 2009–2011 | Wadrox                 |
| 2011–2012 | Kocela                 |
| 2012–2014 | Jurajski Dom Brokerski |
| 2014–2015 | Geocarbon              |
| 2015–2017 | Peugeot Dudek          |
| 2018–2020 | Michaś                 |
| 2020-2021 | Optolith               |
| 2022-2023 | Hilwood Polska         |
| 2023-2024 | Nowator                |

| Lata      | Sponsor |
| --------- | ------- |
| 2006–2007 | R-Gol   |
| 2009–2010 | Legea   |
| 2011–2016 | Puma    |
| od 2017   | Joma    |

## Hymn kibiców[65]
| Hymn kibiców Skry Dumą Częstochowy jest Skra Patrzcie wszyscy jak ona gra Honor, talent, oraz fair-play Nasza Skra nie poddaje się Biel to honor czysty jak łza Zimna krew – niebieska barwa Czerwień znaczy miłość do gry To są właśnie kolory Skry Tyle lat już piłka jest w grze Pod Kasztanami zrodziła się wola walki w sercach się tli taki właśnie urok jest Skry Czasem wiał nam wiatr w oczy by zdmuchnąć nasze pragnienie gry lecz historia zatacza krąg taki właśnie urok ma sport Dzisiaj Skra kibiców ma moc od nich czerpie też siłę swą każda jej drużyna ma cel każda z nich najlepszą być chce niechaj duch Skry piłkę nosi wprost do bramki naszych gości i nie oprze w pomaganiu w sprawiedliwym sędziowaniu Ruszaj więc do boju nam Skro pokaż wszystkim jaką masz moc by zakończyć zwycięstwem grę o to proszą cię kibice |